# Doppia
Die Doppia war eine italienische Flächeneinheit in Mantua und als Feldmaß recht unbestimmt in der Größe.
- 1 Doppia = 2 Possessione = 70 bis 80 Biolche (Biolca)
  - 1 Possessione = 35 (40) Pio
  - 1 Pio = 100 Tavole = 400 Quadrat-Cavezzi = 32,5539 Ar

Zudem wurde in der frühen Neuzeit in Italien eine Goldmünze mit dem Namen Doppia geprägt, die in etwa der spanischen Dublone entsprach (siehe Italienische Münzgeschichte).